# 조인선
조인선(趙寅善, 1990년 6월 27일 ~ )은 대한민국의 바둑 기사이다.

## 약력
충남 공주 출신으로 7세에 바둑교실을 통해 바둑을 접했다. 장수영 도장과 양재호 도장 등을 거치며 2002년부터 한국기원 연구생이 됐지만 번번히 입단에 실패하고 결국 나이 제한에 걸려 2009년 연구생 생활을 그만두었다. 2011년 프로입단 누적포인트 100점을 넘음에 따라 특별입단 규정에 의해 프로에 입단했다. 2012년 2단을 거쳐 2014년 7월에 3단으로 승단하였다. 2013년 제57기 국수전 본선 진출했으며, 2014년 2014렛츠런파크배 본선 16강에 올랐다. 2017년 4월, 4단으로 승단했다.